# Anglicanorum Coetibus
Anglicanorum coetibus (с лат. — «Англиканским общинам») — название апостольской конституции Римского папы Бенедикта XVI, которая устанавливает порядок присоединения бывших членов Англиканской Церкви к Римско-Католической Церкви. Апостольская конституция «Anglicanorum coetibus» учреждает особый Ординариат для англикан, желающих присоединиться к Римско-Католической Церкви, признавая и сохраняя при этом их литургическую и каноническую традицию. Апостольская конституция «Anglicanorum coetibus», состоящая из Вступления и 13 статей, была издана 4 ноября 2009 года и опубликована 9 ноября 2009 года.

## Причины издания конституции
Апостольская конституция «Anglicanorum coetibus» является результатом экуменического диалога и ситуации, возникшей в среде Англиканской Церкви, когда после принятия решения в данной церковной общине рукополагать женщин и гомосексуальных мужчин в священнослужители, а также литургического признания однополых браков, началось массовое обращение англикан в Римско-Католическую Церковь. В ходе переговоров Католическая Церковь была представлена префектом Конгрегации доктрины веры Уильямом Левадой, членов англиканских общин Высокой Церкви представлял примас Роуэн Дуглас Уильямс.

## Основные положения конституции
- Конгрегация доктрины веры может учреждать персональные ординариаты или диоцезы для англикан, желающих присоединиться к Римско-Католической Церкви. Данные церковные институты будут создаваться внутри границ определённых Конференций католических епископов.
- Членом ординатуры или диоцеза может стать принявший католицизм бывший член Англиканской церкви или принявший крещение в данном церковном католическом институте.
- Главу ординатуры или диоцеза назначает Римский папа. Назначенный ординарий имеет право в соответствии с Каноническим правом Католической Церкви учреждать приходы, общества апостольской жизни, институты посвящённой жизни, церковные суды и семинарии.
- Внутри созданных ординариатов богослужения могут совершаться согласно англиканской литургической традиции.
- Перешедших из Англиканской Церкви священнослужителей, чьё состояние не противоречит Каноническому праву Католической Церкви, можно допускать к рукоположению в священный сан. Неженатые клирики должны придерживаться целибата. В отдельных случаях возможны рукоположения женатых клириков.

## Созданные персональные ординариаты
- Персональный Ординариат Кафедры Святого Петра (США);
- Персональный ординариат Уолсингемской Девы Марии (Великобритания).
- Персональный ординариат Пресвятой Девы Марии Южного Креста (Австралия).

## Текст конституции
- Апостольская Конституция «Anglicanorum coetibus» на русском языке